# Amphoe Phakdi Chumphon
Amphoe Phakdi Chumphon (Thai: อำเภอ ภักดีชุมพล) ist der westlichste Landkreis (Amphoe – Verwaltungs-Distrikt) der Provinz Chaiyaphum, die in der Nordostregion von Thailand, dem so genannten Isan liegt.

## Geographie
Die Kreisverwaltung liegt etwa 70 Kilometer westlich der Provinzhauptstadt Chaiyaphum.
Benachbarte Distrikte (von Norden im Uhrzeigersinn): die Amphoe Nong Bua Daeng, Nong Bua Rawe und Thep Sathit der Provinz Chaiyaphum sowie die Amphoe Wichian Buri, Bueng Sam Phan und Nong Phai in der Provinz Phetchabun.

## Geschichte
Am 1. August 1988 wurde Phakdi Chumphon zunächst als „Zweigkreis“ (King Amphoe) eingerichtet, indem die Tambon Ban Chiang, Wang Thong und Chao Thaong des Amphoe Nong Bua Daeng abgetrennt wurden.
Am 7. September 1995 bekam Phakdi Chumphon den vollen Amphoe-Status.

## Verwaltung

### Provinzverwaltung
Der Landkreis Phakdi Chumphon ist in vier Tambon („Unterbezirke“ oder „Gemeinden“) eingeteilt, die sich weiter in 14 Muban („Dörfer“) unterteilen.
| Nr. | Name       | Thai    | Muban | Einw. |
| --- | ---------- | ------- | ----- | ----- |
| 1.  | Ban Chiang | บ้านเจียง | 0-    | 6.848 |
| 2.  | Chao Thong | เจาทอง  | 14    | 8.904 |
| 3.  | Wang Thong | วังทอง   | 0-    | 8.674 |
| 4.  | Laem Thong | แหลมทอง | 0-    | 6.200 |

### Lokalverwaltung
Es gibt vier „Tambon-Verwaltungsorganisationen“ (องค์การบริหารส่วนตำบล – Tambon Administrative Organizations, TAO) im Landkreis:
- Ban Chiang (Thai: องค์การบริหารส่วนตำบลบ้านเจียง)
- Chao Thong (Thai: องค์การบริหารส่วนตำบลเจาทอง)
- Wang Thong (Thai: องค์การบริหารส่วนตำบลวังทอง)
- Laem Thong (Thai: องค์การบริหารส่วนตำบลแหลมทอง)